# Manuel Kuttin
Manuel Kuttin (Spittal an der Drau, Austria, 17 de diciembre de 1993) es un futbolista austriaco que juega como portero en el Grasshoppers de la Superliga de Suiza.

## Estadísticas

### Clubes
Actualizado al último partido disputado el 4 de febrero de 2022.
| Club                               | Div.          | Temporada     | Liga  | Liga  | Copas nacionales | Copas nacionales | Copas internacionales | Copas internacionales | Total | Total |
| Club                               | Div.          | Temporada     | Part. | Goles | Part.            | Goles            | Part.                 | Goles                 | Part. | Goles |
| ---------------------------------- | ------------- | ------------- | ----- | ----- | ---------------- | ---------------- | --------------------- | --------------------- | ----- | ----- |
| FC Admira Wacker Mödling · Austria | 1.ª           | 2013-14       | 22    | -31   | 2                | -2               | —                     | —                     | 24    | -33   |
| FC Admira Wacker Mödling · Austria | 1.ª           | 2014-15       | 8     | -14   | 1                | -2               | —                     | —                     | 9     | -16   |
| FC Admira Wacker Mödling · Austria | 1.ª           | 2015-16       | 1     | -1    | 3                | -3               | —                     | —                     | 4     | -4    |
| FC Admira Wacker Mödling · Austria | 1.ª           | 2016-17       | 8     | -20   | 2                | -2               | 2                     | -4                    | 12    | -26   |
| FC Admira Wacker Mödling · Austria | 1.ª           | 2017-18       | 5     | -8    | 2                | -4               | —                     | —                     | 7     | -12   |
| FC Admira Wacker Mödling · Austria | 1.ª           | 2018-19       | 0     | 0     | 0                | 0                | 1                     | -3                    | 1     | -3    |
| FC Admira Wacker Mödling · Austria | Total club    | Total club    | 44    | -74   | 10               | -13              | 3                     | -7                    | 57    | -94   |
| Wolfsberger AC · Austria           | 1.ª           | 2019-20       | 4     | -6    | 1                | -1               | 0                     | 0                     | 5     | -7    |
| Wolfsberger AC · Austria           | 1.ª           | 2020-21       | 16    | -25   | 1                | -2               | 2                     | -7                    | 19    | -34   |
| Wolfsberger AC · Austria           | 1.ª           | 2021-22       | 4     | -10   | 2                | -2               | —                     | —                     | 6     | -12   |
| Wolfsberger AC · Austria           | Total club    | Total club    | 24    | -41   | 4                | -5               | 2                     | -7                    | 30    | -53   |
| Total carrera                      | Total carrera | Total carrera | 371   | -518  | 31               | -35              | 16                    | -21                   | 418   | -574  |